# 610

610(육백십)은 609보다 크고 611보다 작은 자연수다.

## 수학
- 합성수로, 그 약수는 1, 2, 5, 10, 61, 122, 305, 610이다. 진약수의 합은 506이므로, 610은 부족수다.
- 76번째 쐐기수다. 앞의 쐐기수는 609, 다음 쐐기수는 615다.
- 15번째 피보나치 수다. 앞의 피보나치 수는 377, 다음은 987이다.
- {\displaystyle 610=9^{2}+23^{2}=13^{2}+21^{2}}
  - 서로 다른 두 자연수의 제곱합으로 나타내는 방법이 두 가지인 수다.
- {\displaystyle 111^{4}-1}은 610으로 나누어떨어진다.

## 과학·기술
- NGC 610(프랑스어판): 고래자리 방향에 있는 미확인 천체.
- 610 발레스카(영어판): 소행성.
- 노키아 루미아 610: 노키아의 스마트폰.

## 교통

### 항공
- 라이온 에어 610편 추락 사고

### 철도
- 서울 지하철 6호선 응암역의 역번호.

### 도로
- 고속도로
  - 주간고속도로 제610호선 (루이지애나주)(영어판)
  - 주간고속도로 제610호선 (텍사스주)(영어판)
- 기타 도로
  - 현도 제610호선

## 군사
- U-610(영어판): 제2차 세계 대전에 사용된 나치 독일의 군용 잠수함.

## 문화유산
- 대한민국의 보물 제610호: 영양 현리 삼층석탑

## 기타
- 날짜: 6월 10일
  - 6·10 만세 운동 (1926년)
  - 6월 민주 항쟁 (1987년)
- 연도: 610년, 기원전 610년
- 610년대